# Hungaroton
A Hungaroton Magyarország legrégebbi hanglemezkiadója.

## Története
A magyar állam az 1951. június 1-jei kormányhatározatával alapította a Magyar Hanglemezgyártó Vállalatot (rövidítve: MHV), amely a korábbi – előbb hazai, majd világcégek által tulajdonolt – magánkiadók helyébe lépett, hivatalosan jogelődjének a Tonalit Vállalat számított. 
A kezdetekkor összesen tíz főt foglalkoztatott, két év múlva huszonnégyet. Stúdió céljára – Kodály Zoltán közbenjárása – a VII. kerület, Rottenbiller utca 47. szám alatti lakóház földszintjén lévő egykori Odeon mozi nézőterét kapta meg a cég, s a mai napig ezt használja. Évtizedeken át csak felvételeket tudtak készíteni, mert saját gyártókapacitásuk nem volt. A hanglemezek préselését a kelenföldi Kábelgyár egy részlege végezte gőzgépekkel hajtott gyártósoron, itt csak mellékes tevékenységnek számított ez, folyamatosan késtek a szállítással vagy egyszerűen nyersanyag nem volt a gyártáshoz. Pl. 1952–1954 között az MHV 1 570 000 (gramofon)lemezt rendelt a gyártól, de az csak 1 172 500-at tudott szállítani. A cseh(szlovák) Supraphon cég maga ajánlkozott lemezek bérgyártására, így 1952-ben kb. 20 000, 1955-ben már 221 821 magyar pluszlemez készült a „baráti országban”, míg az ötvenes évek első felében egy-egy lemez példányszáma csak 900–2000 darab között mozgott. 
1953-tól kísérleteztek mikrobarázdás lemezek gyártásával, ehhez nyugat-európai szakembereket is hívtak, 1957-től – még mindig a Kábelgyárban – meg is indult a gyártás, párhuzamosan a normállemezekkel.
1960-tól készültek a komolyzenei felvételek sztereóban, de térhatású lemezek gyártása csak 1965-ben kezdődött.

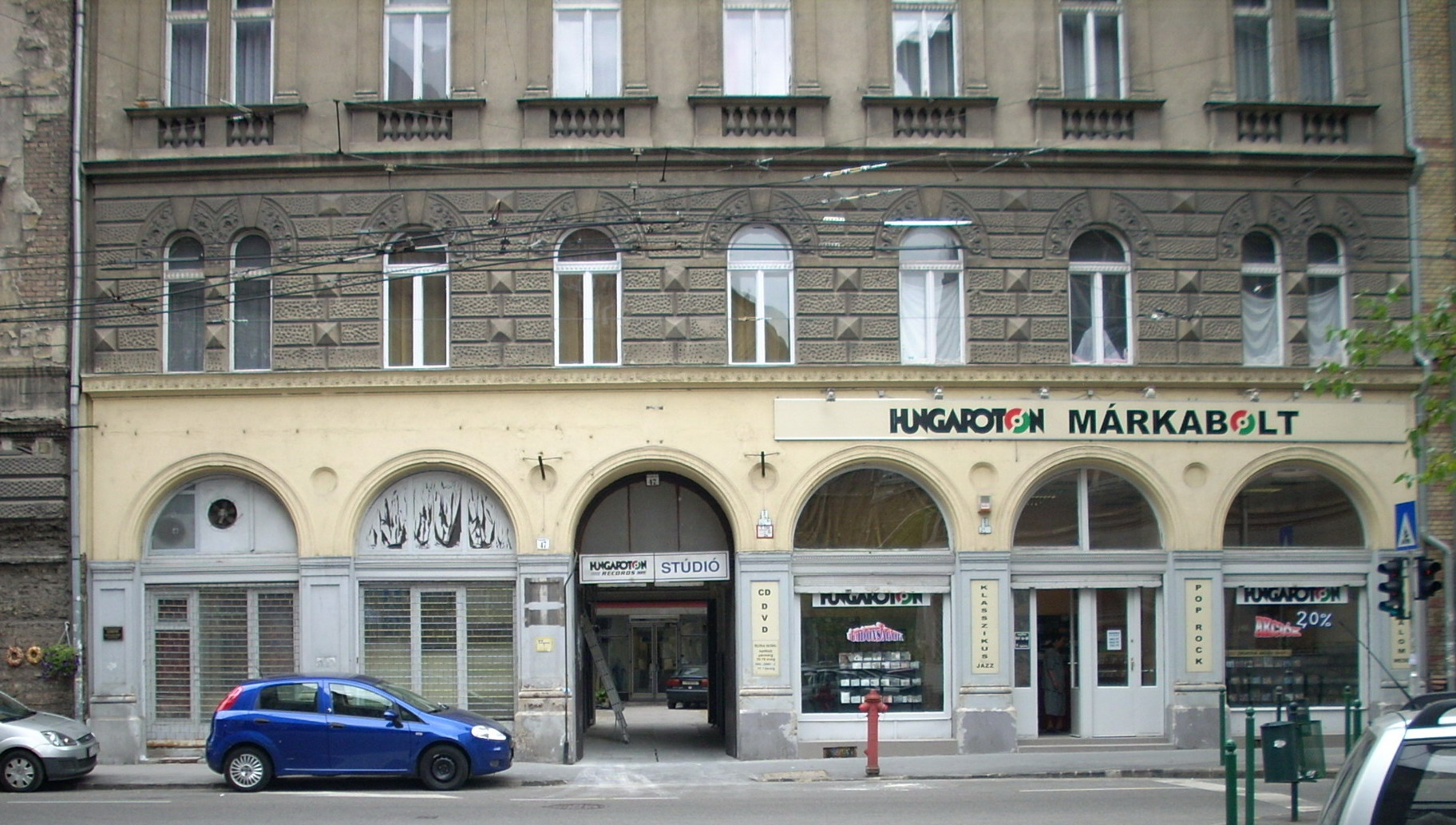
A Hungaroton központja a Budapest VII. kerület, Rottenbiller u. 47. sz. alatt

Ebben az évben lett Bors Jenő az igazgató, aki fokozatosan átalakította a kiadáspolitikát. Minimalizálta az '51-es alapításkor fő feladatnak megjelölt „népművelő” jellegű kiadványokat (pl. népszerű operák magyar fordításban való kiadását, „munkásmozgalmi” összeállítások megjelentetését), s igyekezett a vállalat működését nyereségérdekelt „tőkés” vállalatokéhoz közelíteni. Ennek eredményeként megerősödött az export. „Labelt” is váltott a cég. A Qualiton helyett a Hungaroton márkanevet kezdték használni a komoly- és népzenei, valamint irodalmi lemezeknél, a korábbi márkanév az operett-, nosztalgia-, kabaré- és „magyarnóta”-felvételeké maradt. Az 1970-es évek megindították a Hungaroton nemzetközi megbecsültségének ugrásszerű növekedését. Ennek legfőbb tényezője – Bors menedzsmentelvei mellett – egy rendkívül tehetséges zongorista- (Kocsis Zoltán, Ránki Dezső, Schiff András, Jandó Jenő) és operaénekes-nemzedék (Sass Sylvia, Kincses Veronika, Tokody Ilona, Kalmár Magda, B. Nagy János, Sólyom-Nagy Sándor, Miller Lajos, Kováts Kolos, Polgár László) megjelenése és a Liszt Ferenc Kamarazenekar megalakulása. Az ő felvételeik korlátlanul eladhatók voltak a jól fizető nyugat-európai, észak-amerikai és japán piacon, szinte kizárólagos „eltartói” voltak a hazai lemezkiadásnak, ezért sok sértődést okozva, rájuk koncentrált a vállalat. Ennek eredménye lett a sajátos „aranykor”, az 1980-as évek, amikor „díjeső” zuhogott a Hungaroton-lemezekre, koprodukciók sorozata kezdődött tekintélyes cégekkel (pl. CBS Masterworks, Philips, Erato), Bors Jenő óriási tekintélyre tett szert a nyugati konkurensek vezetőinél, aminek olyan eredménye is volt, hogy meg tudta szerezni számtalan nagyszerű felvétel magyar licenckiadásának jogát.
A vállalat fellendülésében nagy része volt az 1976-ban Dorogon, amerikai gépsorral, BASF-alapanyagból megindult saját üzemnek. Többé nem függött a cég a Kábelgyár gyártási „kedvétől” és a műszaki minőség is azonossá vált a vezető „nyugati” cégek termékeivel. A következő évben ugyanitt a műsoros kazetták gyártása is elkezdődött. Néhány év alatt a termelés 10 millió darab hanghordozóra futott fel, ennek 70%-a nagylemez (LP) volt.
A vállalatra „veszteségtermelő ágazatként” csak a cégnél Erdős Péter, majd Wilpert Imre és Boros Lajos által a Kádár-korszak kultúrpolitikai irányelvei szerint felügyelt magyar pop- és rockzene maradt. Ettől próbáltak szabadulni némi belső piacosítás jegyében, a cégen belül önálló könnyűzenei márkák jöttek létre (Pepita, Bravó, Krém), amelyek csupán belföldön eladható, szinte kizárólag magyar nyelvű produkciókat tudtak piacra dobni. Csak a Neoton Família együttessel látott esélyt a vállalat a komolyzeneihez hasonló nemzetközi siker elérésére, amivel a Borsot jól értő Erdős nagy energiával foglalkozott.
Az 1980-as évek végén a vállalat anyagi helyzete megrendült. 1988-ban elsőként gyártott CD lemezt Magyarországon. (Az Omega együttes Platina című válogatás albumának felvétele.) Ugyanebben az évben viszont megszűnt a monopolhelyzete. Újra alakulhattak magánkiadók. A liberalizált piacra nagy mennyiségben ömlöttek be az import lemezek, ami csökkentette a hazai kiadásúak eladását. Ehhez járult a dorogi üzemre felvett hitelek aktuálissá vált törlesztése. A rendszerváltás táján Bors legfőbb célja volt, hogy a popzenei kolonctól megszabadított vállalatot „bevigye” egy nagy nyugati cégcsoportba (az EMI-nál, illetve a Harmonia Mundinál volt erre a legnagyobb esély), ami a terjesztést és még nagyobb elismertetést segítette volna, de 1990-es puccsszerű, politikai indíttatású eltávolítása ebben meggátolta.
1990 után két kft.-vé alakították a vállalatot. A könnyűzenei hanghordozókat 1992-től a Hungaroton Gong, a komoly- és népzenét meg az irodalmat 1993-tól a Hungaroton Classic adta ki. Az állam a Hungaroton Music Rt. létrehozásával „óvta meg” az archívumot. Ezt privatizálták 1995-ben, a vevő a Fotex-csoport volt. 1998-ban a két kiadói kft. összeolvadt Hungaroton Records Hanglemezkiadó Kft. elnevezéssel. Ez a márkanév megtartásával 2013. január 1-jén beolvadt a Fotexnet Kft.-be. 
Az 1990-es évektől kb. húsz évig a kis márkáknál szokásos, ritkaságokra specializálódott műsorpolitika uralkodott, kiegészítve az „aranykor” egyes felvételeinek a korszerűbb CD-formátumban történő újrakiadásával. Ebben az időszakban az azóta indult magyar előadók többsége már a nagyobb nyugat-európai kiadók hazai képviseleteivel kötött szerződést. 
A Fotexnetbe való 2013-as beolvadás és reorganizáció óta több, mint száz új, több nemzetközi kitüntetéssel díjazott album jelent meg a kiadónál. A legendás stúdiót felújítják; az értékesítés pedig már az interneten keresztül is történik, a Hungaroton Zeneáruház és az iTunes Store oldalain. Az aranykor felvételeinek egyre nagyobb része letölthető formában hozzáférhetővé válik. A CD-k, a fizikai hordozók gyártása és forgalmazása a korábbi évek stagnálása után újraindul, a kiadó nemzetközi partnerhálózata és jelenléte ismét kiépül.
2021. március 16-án megszűnt a Hungaroton online zeneáruháza.

## Márkák
- Bravo – pop, rock (1983–1991)
- Favorit – pop, rock (1983–1992)
- Gong – licenszelt külföldi albumok (1985–1991), magyar könnyűzene (1992–1998)
- Hungaroton – klasszikus zene, népzene, irodalom (1967–1992, 2013 óta), magyar könnyűzene (1998 óta)
- Hungaroton Classic – klasszikus zene, népzene, irodalom (1993–2012)
- Krém – jazz (1981–1991)
- Mambo Records – magyar könnyűzene, újrakiadások (1999–2001)
- Mega – pop, rock (1991–1996, ezután magánkiadó)
- Pepita – könnyűzene (1970–1991), licenszelt külföldi albumok (1970–1985)
- Profil – pop (1986–1991)
- Qualiton – klasszikus zene, népzene, irodalom (1951–1967), könnyűzene, licenszelt külföldi albumok (1967–1970), népzene, kabaré (1970–1991)
- Start – hard rock, alternatív, heavy metal (1981–1991)
- Vivát – újrakiadások (1990–1991)